# كيوريس
كيوريس (بالإنجليزية: Cureus)‏ هي مجلة طبية عامة مفتوحة الوصول مراجعة بالأقران باستخدام النشر المسبق ومراجعة ما بعد النشر. وهي أيضًا أول مجلة أكاديمية تزود المؤلفين بنماذج خطوة بخطوة لاستخدامها في كتابة أوراقهم البحثية. رؤساء التحرير المؤسسون للمجلة هم جون ر. أدلر (جامعة ستانفورد) وألكسندر مواسيفيتش (جامعة ميونيخ).

## روابط خارجية
- الموقع الرسمي